# Cabo de São Tomé
El cabo de São Tomé (en portugués: cabo de São Tomé) es un cabo que remata una pequeña península localizada en el estado de Río de Janeiro, en la costa del sureste de Brasil. El cabo dista unos   40 km al sureste de la ciudad de  Campos dos Goytacazes. El cabo fue formado por los sedimentos depositados en su desembocadura por el río Paraíba do Sul.

## Historia
El cabo fue avistado por primera vez por los europeos en 1501, supuestamente el 21 de diciembre (que corresponde con el nombre del santoral del día en que fue avistado) por una flota de tres barcos portugueses de exploración del litoral que iba al mando de André Gonçalves (aunque otros lo atribuyen a Nuno Manoel, Fernando de Noronha, Gonçalo Coelho o Gaspar de Lemos). (Lo que si se sabe de cierto es que en esa expedición de exploración de 1501 participó Américo Vespucio, que dejó por escrito un diario completo del viaje, conocido como Tercer viaje de Vespucio.)